# Tiên Trang
Tiên Trang là một xã thuộc huyện Quảng Xương, tỉnh Thanh Hóa, Việt Nam.

## Địa lý
Xã Tiên Trang nằm ở phía đông nam huyện Quảng Xương, ven Vịnh Bắc Bộ, có vị trí địa lý:
- Phía đông giáp Biển Đông
- Phía tây giáp xã Quảng Bình và xã Quảng Khê
- Phía nam giáp xã Quảng Chính và xã Quảng Thạch
- Phía bắc giáp xã Quảng Lộc và xã Quảng Thái.

Xã Tiên Trang có diện tích 10,31 km², dân số năm 2018 là 11.278 người, mật độ dân số đạt 1.094 người/km².

## Lịch sử
Xã Tiên Trang hiện nay trước đây vốn là hai xã Quảng Lợi và Quảng Lĩnh.
Địa bàn xã Tiên Trang vào đầu thế kỷ XIX thuộc các tổng Thái Lai và Thủ Hộ, huyện Quảng Xương, phủ Tĩnh Gia, nội trấn Thanh Hóa.
Sau năm 1945, địa bàn xã thuộc xã Sào Nam, huyện Quảng Xương.
Năm 1948, các xã Diên Hồng, Hồng Lạc và Sào Nam sáp nhập thành xã Quảng Lộc.
Năm 1954, tách một phần diện tích và dân số của xã Quảng Lộc để lập các xã Quảng Lưu, Quảng Lĩnh, Quảng Thái và Quảng Lợi và một phần xã Quảng Thạch.
Xã Quảng Lợi gồm các thôn, làng: 
- Làng Thủ Lộc: đầu thế kỷ XIX là thôn Mỹ Lộc thuộc xã Cam Bầu, tổng Thủ Hộ; thời Đồng Khánh (cuối thế kỷ XIX) thuộc xã Cam Biều, tổng Thủ Chính. Sau năm 1945 đổi là Thủ Lộc gồm các xóm: Lộc Tây, Lộc Tân và Lộc Đông; từ năm 2000 lại sáp nhập thành thôn Thủ Lộc.
- Làng Phúc Thành: đầu thế kỷ XIX thuộc xã Đa Lộc, tổng Thủ Hộ, sau đó đổi thành xã Lộc Thành; năm 1918 chia thành hai thôn là Phúc Thành và Lộc Tại (hay Xuân Lộc). Làng Phúc Thành có 4 xóm là Trên, Chùa, Bao, Chợ, Đông và Bái; từ năm 1963 đến năm 1997 nhập chung hai làng Phúc Thành và Lộc Tại; từ năm 2000 lại tách riêng.
- Làng Lộc Tại: đầu thế kỷ XIX thuộc xã Đa Lộc, tổng Thủ Hộ, sau đó đổi thành xã Lộc Thành; năm 1918 chia thành hai thôn là Phúc Thành và Lộc Tại. Sau năm 1945, làng Phúc Thành có 4 xóm, từ năm 1956 còn 3 xóm là Tại Bắc, Tại Trung và Tại Đông; từ năm 1963 đến năm 1997 nhập chung hai làng Phúc Thành và Lộc Tại; từ năm 2000 lại tách riêng.
- Thôn Hồng Phong: trước năm 1945 có hai xóm là Hữu Lợi và Hà Nam (xóm này cắt từ làng Hà Đông nay thuộc xã Quảng Thái); năm 1975 sáp nhập với xóm Tiên Đông của thôn Tiên Trang thành hợp tác xã Hồng Phong; năm 1982 tách thành hai thôn Hồng Phong và Tiên Phong.
- Thôn Tiên Trang: thời Đồng Khánh (cuối thế kỷ XIX) là thôn Tiên Trang thuộc xã Thái Lai, tổng Thái Lai. Sau năm 1945 gồm 3 xóm là Tiên Nam, Tiên Trung và Tiên Đông; từ năm 1960 là hợp tác xã Tiên Thắng; từ năm 1975 là làng Tiên Thắng.

Xã Quảng Lĩnh gồm các làng: 
- Làng Hà La: đầu thế kỉ 19 là thôn Hà Bãi thuộc xã Bán Phương, tổng Thái Lai; thời Đồng Khánh (cuối thế kỉ 19) đổi thành thôn Hà La thuộc xã Ngưu Phương, tổng Thái Lai.
- Làng Ái Đức: trước đây là làng Bãi, từ năm 1948 đổi thành Ái Đức.
- Làng Ngọc Phương: trước đây là Xuân Phương, từ năm 1945 đổi thành Ngọc Phương.
- Làng Tố Thôn: đầu thế kỉ 19 là thôn Tố thuộc xã Thạch Phương, tổng Thủ Hộ.[4]
- Làng Phượng Vĩ: đầu thế kỉ 19 là thôn Vĩ thuộc xã Thạch Phương, tổng Thủ Hộ.

Trước khi sáp nhập, xã Quảng Lĩnh có diện tích 5,00 km², dân số là 4.124 người, mật độ dân số đạt 825 người/km². Xã Quảng Lợi có diện tích 5,31 km², dân số là 7.154 người, mật độ dân số đạt 1.347 người/km².
Ngày 16 tháng 10 năm 2019, Ủy ban Thường vụ Quốc hội ban hành Nghị quyết số 786/NQ-UBTVQH14 về việc sắp xếp các đơn vị hành chính cấp xã thuộc tỉnh Thanh Hóa (nghị quyết có hiệu lực từ ngày 1 tháng 12 năm 2019). Theo đó, sáp nhập toàn bộ diện tích và dân số của hai xã Quảng Lợi và Quảng Lĩnh thành xã Tiên Trang.